# باريبا، مارانهاو
باريبا بلدية في ولاية مارانهاو في المنطقة الشمالية الشرقية من البرازيل.